# Đội tuyển bóng đá U-23 quốc gia Pakistan
Đội tuyển bóng đá U-23 quốc gia Pakistan là một đội tuyển bóng đá trẻ được điều hành bởi Liên đoàn bóng đá Pakistan. Đội đại diện cho Pakistan tại Thế vận hội Mùa hè, Giải vô địch bóng đá U-23 châu Á và Đại hội Thể thao châu Á.

## Thành tích tại các giải đấu

### Kỷ lục Thế vận hội
| Kỷ lục Thế vận hội Mùa hè | Kỷ lục Thế vận hội Mùa hè | Kỷ lục Thế vận hội Mùa hè | Kỷ lục Thế vận hội Mùa hè | Kỷ lục Thế vận hội Mùa hè | Kỷ lục Thế vận hội Mùa hè | Kỷ lục Thế vận hội Mùa hè | Kỷ lục Thế vận hội Mùa hè | Kỷ lục Thế vận hội Mùa hè |
| Năm                       | Kết quả                   | Vị trí                    | St                        | T                         | H                         | B                         | BT                        | BB                        |
| ------------------------- | ------------------------- | ------------------------- | ------------------------- | ------------------------- | ------------------------- | ------------------------- | ------------------------- | ------------------------- |
| 1992                      | Không vượt qua vòng loại  | Không vượt qua vòng loại  | Không vượt qua vòng loại  | Không vượt qua vòng loại  | Không vượt qua vòng loại  | Không vượt qua vòng loại  | Không vượt qua vòng loại  | Không vượt qua vòng loại  |
| 1996                      | Không vượt qua vòng loại  | Không vượt qua vòng loại  | Không vượt qua vòng loại  | Không vượt qua vòng loại  | Không vượt qua vòng loại  | Không vượt qua vòng loại  | Không vượt qua vòng loại  | Không vượt qua vòng loại  |
| 2000                      | Không tham dự             | Không tham dự             | Không tham dự             | Không tham dự             | Không tham dự             | Không tham dự             | Không tham dự             | Không tham dự             |
| 2004                      | Không vượt qua vòng loại  | Không vượt qua vòng loại  | Không vượt qua vòng loại  | Không vượt qua vòng loại  | Không vượt qua vòng loại  | Không vượt qua vòng loại  | Không vượt qua vòng loại  | Không vượt qua vòng loại  |
| 2008                      | Không vượt qua vòng loại  | Không vượt qua vòng loại  | Không vượt qua vòng loại  | Không vượt qua vòng loại  | Không vượt qua vòng loại  | Không vượt qua vòng loại  | Không vượt qua vòng loại  | Không vượt qua vòng loại  |
| 2012                      | Không vượt qua vòng loại  | Không vượt qua vòng loại  | Không vượt qua vòng loại  | Không vượt qua vòng loại  | Không vượt qua vòng loại  | Không vượt qua vòng loại  | Không vượt qua vòng loại  | Không vượt qua vòng loại  |
| 2016                      | Không vượt qua vòng loại  | Không vượt qua vòng loại  | Không vượt qua vòng loại  | Không vượt qua vòng loại  | Không vượt qua vòng loại  | Không vượt qua vòng loại  | Không vượt qua vòng loại  | Không vượt qua vòng loại  |
| 2020                      | Không vượt qua vòng loại  | Không vượt qua vòng loại  | Không vượt qua vòng loại  | Không vượt qua vòng loại  | Không vượt qua vòng loại  | Không vượt qua vòng loại  | Không vượt qua vòng loại  | Không vượt qua vòng loại  |
| 2024                      | Không vượt qua vòng loại  | Không vượt qua vòng loại  | Không vượt qua vòng loại  | Không vượt qua vòng loại  | Không vượt qua vòng loại  | Không vượt qua vòng loại  | Không vượt qua vòng loại  | Không vượt qua vòng loại  |
| 2028                      | Chưa xác định             | Chưa xác định             | Chưa xác định             | Chưa xác định             | Chưa xác định             | Chưa xác định             | Chưa xác định             | Chưa xác định             |
| 2032                      | Chưa xác định             | Chưa xác định             | Chưa xác định             | Chưa xác định             | Chưa xác định             | Chưa xác định             | Chưa xác định             | Chưa xác định             |
| Tổng số                   |                           | 0 / 7                     |                           |                           |                           |                           |                           |                           |

### Đại hội Thể thao châu Á
| Kỷ lục Đại hội Thể thao châu Á | Kỷ lục Đại hội Thể thao châu Á          | Kỷ lục Đại hội Thể thao châu Á          | Kỷ lục Đại hội Thể thao châu Á          | Kỷ lục Đại hội Thể thao châu Á          | Kỷ lục Đại hội Thể thao châu Á          | Kỷ lục Đại hội Thể thao châu Á          | Kỷ lục Đại hội Thể thao châu Á          | Kỷ lục Đại hội Thể thao châu Á          |
| Năm                            | Kết quả                                 | Vị trí                                  | St                                      | T                                       | H                                       | B                                       | BT                                      | BB                                      |
| ------------------------------ | --------------------------------------- | --------------------------------------- | --------------------------------------- | --------------------------------------- | --------------------------------------- | --------------------------------------- | --------------------------------------- | --------------------------------------- |
| Đội tuyển thanh niên quốc gia  |                                         |                                         |                                         |                                         |                                         |                                         |                                         |                                         |
| 1951 – 1998                    | Xem đội tuyển bóng đá quốc gia Pakistan | Xem đội tuyển bóng đá quốc gia Pakistan | Xem đội tuyển bóng đá quốc gia Pakistan | Xem đội tuyển bóng đá quốc gia Pakistan | Xem đội tuyển bóng đá quốc gia Pakistan | Xem đội tuyển bóng đá quốc gia Pakistan | Xem đội tuyển bóng đá quốc gia Pakistan | Xem đội tuyển bóng đá quốc gia Pakistan |
| Đội tuyển U-23 quốc gia        |                                         |                                         |                                         |                                         |                                         |                                         |                                         |                                         |
| 2002                           | Vòng 1                                  | 23                                      | 3                                       | 0                                       | 0                                       | 3                                       | 0                                       | 14                                      |
| 2006                           | Vòng 1                                  | 21                                      | 3                                       | 0                                       | 0                                       | 3                                       | 2                                       | 6                                       |
| 2010                           | Rút lui                                 | Rút lui                                 | Rút lui                                 | Rút lui                                 | Rút lui                                 | Rút lui                                 | Rút lui                                 | Rút lui                                 |
| 2014                           | Vòng bảng                               | 24                                      | 2                                       | 0                                       | 1                                       | 1                                       | 0                                       | 3                                       |
| 2018                           | Vòng bảng                               | 17                                      | 3                                       | 1                                       | 0                                       | 2                                       | 2                                       | 8                                       |
| Tổng số                        | 4/5                                     | -                                       | 11                                      | 1                                       | 1                                       | 9                                       | 4                                       | 31                                      |

## Ban huấn luyện hiện tại
| Vị trí                   | Tên                   |
| ------------------------ | --------------------- |
| Huấn luyện viên trưởng   | José Antonio Nogueira |
| Trợ lý huấn luyện viên   | Muhammad Essa         |
| Huấn luyện viên thủ môn  | Noman Ibrahim         |
| Huấn luyện viên thể hình | Jose Beto Portella    |
| Masseur                  | Mohammad Aslam        |
| Giám đốc kỹ thuật PFF    | Shahzad Anwar         |